# Kanton Lisieux-3
Der Kanton Lisieux-3 war von 1985 bis 2015 ein französischer Wahlkreis im Département Calvados und in der damaligen Region Basse-Normandie. Er umfasste 13 Gemeinden im Arrondissement Lisieux; sein Hauptort (frz.: chef-lieu) war Lisieux. Die landesweiten Änderungen in der Zusammensetzung der Kantone brachten im März 2015 seine Auflösung. Vertreterin im Generalrat des Départements war zuletzt Sylvie Grandin.

## Gemeinden
Der Kanton bestand aus 12 Gemeinden und einem Teil von Lisieux (angegeben ist die Gesamteinwohnerzahl, zum Kanton gehörte ein Teilgebiet von etwa 7500 Einwohnern von Lisieux):
| Gemeinde               | Einwohner (Stand: 2022) | Code postal | Code Insee |
| ---------------------- | ----------------------- | ----------- | ---------- |
| La Boissière           | 188                     | 14340       | 14082      |
| La Houblonnière        | 325                     | 14340       | 14337      |
| Lessard-et-le-Chêne    | 155                     | 14140       | 14362      |
| Lisieux                | 19.540                  | 14100       | 14366      |
| Le Mesnil-Eudes        | 250                     | 14100       | 14419      |
| Le Mesnil-Simon        | 157                     | 14140       | 14425      |
| Les Monceaux           | 211                     | 14100       | 14435      |
| Le Pré-d’Auge          | 849                     | 14340       | 14520      |
| Prêtreville            | 390                     | 14140       | 14522      |
| Saint-Désir            | 1772                    | 14100       | 14574      |
| Saint-Germain-de-Livet | 698                     | 14100       | 14582      |
| Saint-Jean-de-Livet    | 238                     | 14100       | 14595      |
| Saint-Pierre-des-Ifs   | 453                     | 14100       | 14648      |